# بنزو(ئی)پیرن
بنزو[ئی]پیرن (به انگلیسی: Benzo[e]pyrene) با فرمول شیمیایی C۲۰H۱۲ یک ترکیب شیمیایی است. که جرم مولی آن ۲۴۸٫۱۰ g/mol می‌باشد. 